# Nadia Ali
Nadia Ali (urdu: نادیہ علی) (Tripoli, 3 agosto 1980) è una cantante statunitense di origini pakistane, frontwoman del gruppo iiO.
Ha ottenuto il successo da solista nel campo della musica dance e elettronica. Collaborazioni con dj come Armin van Buuren, Schiller, Avicii, Mike Candys, e Alex Kenji le hanno garantito dal 2010-2011 fama internazionale.

## Biografia
Nadia Ali nasce nel 1980 in Libia da genitori pakistani e si trasferisce a cinque anni con la famiglia nel Queens, un distretto di New York. Dimostra sin da bambina una grande predisposizione per il canto, scrive poesie e canzoni per gli amici e aspira a diventare una cantante famosa. A 17 anni comincia a lavorare a New York City negli uffici di Versace. Frequenta i club di Manhattan e, sviluppando un forte interesse verso la musica dance ed elettronica, si crea in lei il forte desiderio di incidere un pezzo famoso da far girare un giorno nelle discoteche. Nel 1997, durante una festa di Natale, cattura l'interesse di una collega grazie ad una sua esibizione. Viene dunque presentata al produttore Markus Moser, che le propose di registrare una demo per un girl group in Germania.

### Esordio
Ottenuta la collaborazione con il produttore Moser, Nadia scrive il suo primo pezzo, “Rapture”, che si aggiudica subito il sostegno da parte del DJ Pete Tong. Nel 2001 la demo viene fatta sentire durante lo show del DJ su BBC Radio 1 e diventa in estate una favorita a Ibiza grazie alla collaborazione di altri importanti DJ come Sasha, Danny Tenaglia e Sander Kleinenberg. Con la recensione del Ministry of Sound, il singolo diventa un successo commerciale e raggiunge la seconda posizione nella classifica ufficiale del Regno Unito. Rapture diventa la base su cui Nadia e Moser formano il gruppo iiO, una collaborazione che durerà fino al 2005. In questo periodo vengono pubblicati i singoli “At the End”, Runaway,” Smooth” e “Kiss You”. Il duo viene chiamato in un primo momento "Vaiio", dal nome del computer portatile (un Sony VAIO) che la Ali usava per comporre i testi dei suoi brani. Successivamente il "Va" venne troncato su indicazione della loro etichetta discografica per evitare cause legali con la Sony.

### Dal 2006 all'uscita di Embers (2009)
Dopo aver abbandonato il gruppo, Nadia comincia subito a lavorare sul suo primo album che conclude ben quattro anni più tardi. Il ritardo è attribuito ai suoi numerosi impegni live e al fatto che sta “cercando di stabilire una propria identità come autrice e co-produttrice” mentre ha motivato l'abbandono del gruppo con il suo desiderio di libertà di collaborare con altri artisti e di non essere legata ad un solo genere musicale. La prima pubblicazione da solista avviene nel 2006 con il singolo “Who is Watching?”, una collaborazione con il DJ olandese Armin van Buuren,conosciuto nell'ambito della musica elettronica come uno dei più importanti esponenti del genere Trance. Il dj inserisce la traccia nel proprio album: “Shivers”. Nadia ha descritto questo pezzo come una delle sue canzoni più significative perché descrive la propria lotta per raggiungere la cima e di come una volta conquistata si sia resa conto di essere sola e di aver trascurato le cose importanti della vita..
Successivamente viene pubblicato “Something to Lose” sempre nel 2006, un duetto con il cantante Rosko prodotto da John Creamer & Stephane K. Il brano è stato concesso in licenza a Roger Sanchez così come a Sharam Tayebi di Deep Dish per il Global Underground di Dubai. Nel giugno 2008, viene pubblicato "Crash and Burn", la prima traccia tratta dal suo album da solista. Il singolo diventa un successo e raggiunge il sesto posto sulla Billboard Hot Dance Club Play Chart . Nel mese di Febbraio 2009 esce così il secondo brano dell'album, “Love Story”, che viene nominato per la miglior traccia Progressive/House al Dance Music Awards 2010 presso la Winter Music Conference. Nadia Ali viene presentata su MTV Iggy nel marzo 2009, dove registra tre video live in acustica dei brani “Rapture”, “Crash and Burn” e “Love Story”. Prima di arrivare al debutto del nuovo album, esce nel luglio del 2009 il terzo singolo, “Fine Print”, che raggiunge la quarta posizione sempre sulla Billboard Hot Dance Club Play Chart.
Sempre nel 2009 viene ultimato Embers. L'album è co-prodotto da Sultan & Ned Shepard, Alex Sayz e Scott Fritz, più l'autoproduzione di Ali. Con questo ultimo lavoro Nadia afferma la sua indipendenza creativa, e cita la pressione delle scadenze come il principale motivo per cui ha creato la propria etichetta discografica. Il lavoro ha ricevuto generalmente recensioni positive: Chase Gran, di About.com, ha descritto l'album “ben assortito, con impressionanti canzoni”. Gail Navarro, dalla rivista Racket, ha apprezzato il contenuto dei testi commentando: "Il suo sound è sensuale. Mescolato a quella voce così incantevole, le sue canzoni mi hanno agganciato come un amo da pesca”. Ali ha scelto di pubblicare i suoi singoli e l'album in digitale, seguendo la natura del genere di musica, l'Elettronica, che in rete trova la strada più rapida e più conveniente per essere trasmesso, specialmente in America.

### 2010
Nel 2010 Nadia Ali gode ormai di una fama internazionale. Grazie ad una collaborazione con il produttore tedesco Schiller, esce Try, il primo singolo dal suo album Atemlos. Il video musicale ha debuttato su YouTube nel mese di febbraio. Nell'aprile, Ali pubblica Fantasy, il quarto singolo da Embers, scelto grazie ad un sondaggio indetto da lei stessa sulla sua pagina Facebook. Il video musicale di "Fantasy" dovrebbe fungere da prologo al prossimo progetto di Ali; Queen of Clubs Trilogy: the best of Nadia Ali Remixed. Parlando del progetto, Ali ha detto che vuole una compilation di remix dei brani che hanno attraversato i suoi 10 anni di carriera, dagli iiO fino al suo album da solista. L'uso della carta "regina di fiori" che ritrae se stessa come la Regina, gioca sul duplice significato che ha la parola club in inglese ovvero nell'accezione sia del seme di fiori nel gioco delle carte sia del locale musicale. Essendo la sua musica riprodotta maggiormente nei nightclubs, Ali ha descritto questa come una mossa "audace" ma che si sentiva di fare avendone la sostanza. Il pacchetto è suddiviso in tre versioni: Ruby Edition (agosto 2010), Onyx Edition (ottobre 2010) e Diamond Edition (dicembre 2010) . È caratterizzato in parte da remix di collaborazioni con Armin van Buuren, Gareth Emery e Avicii.

### 2011
Con una decennale carriera, MTV ha descritto Ali come una delle "imperatrici più durature" della musica dance elettronica e ha commentato Queen of Trilogy come "un titolo appropriato". Nota per la sua voce “incantevole” e "inconfondibile", di lei si dice che abbia "arricchito" e "rinvigorito" il genere della musica dance.
Il suo primo brano con iiO, "Rapture", è stato ripubblicato come singolo da Queen of Trilogy, con remix di Tristan Garner, Gareth Emery e Avicii. Un nuovo video musicale del brano è stato girato sul tema della "Regina di fiori" e pubblicato il 24 gennaio 2011. La canzone ha raggiunto la posizione #3 della classifica rumena; lo stesso per altre classifiche di altri paesi europei.
Nel corso del 2011, Ali ha pubblicato molte altre collaborazioni con numerosi DJ e produttori di rilievo. La prima tra queste è stata Call My Name con il duo Sultan & Ned Shepard, pubblicato dalla Harem Records il 9 febbraio. "Call My Name" ha avuto molto successo nei clubs e le classifiche l'hanno dato alla n. 5 su Billboard Hot Dance Play Chart. Il secondo brano "Pressure", una collaborazione con Starkillers e Alex Kenji è stato pubblicato il 15 febbraio da record Spinnin. Il remix di Alesso di "Pressure" è diventato un inno delle discoteche e dei festival e ha ricevuto il sostegno di importanti dj come Armin van Buuren, Tiësto, Swedish House Mafia e Calvin Harris.

## Discografia

### Album
- 2009 – Embers

### Antologie
- Queen of Clubs Trilogy: Ruby Edition (2010)
- Queen of Clubs Trilogy: Onyx Edition (2010)
- Queen of Clubs Trilogy: Diamond Edition (2010)